# Карамзин, Александр Николаевич (1815)
Алекса́ндр Никола́евич Карамзи́н (31 декабря 1815 [12 января 1816], Москва — 9 [21] июля 1888, имение Рогожка, Ардатовский уезд, Нижегородская губерния) — литератор, поэт.

## Биография
Второй сын Николая Михайловича Карамзина и Екатерины Андреевны Колывановой. Родился в Москве в доме девицы А. Ф. Кокошкиной, крещен 13 января 1816 года в церкви Бориса и Глеба у Арбатских ворот, при восприемстве князя А. П. Оболенского и сестры Софьи Николаевны.
Получил домашнее воспитание. Вместе с братом Андреем учился в Дерптском университете (1832—1833). 
В 1833 году поступил на военную службу в лейб-гвардии Конную артиллерию. В 1836 году по экзамену произведён в первый офицерский чин прапорщика и назначен адъютантом командира батареи. Через несколько лет вышел в отставку в чине поручика.
Был дружен с Пушкиным и В. А. Соллогубом. Увлекался литературой. В восемь лет написал сказку, которую В. А. Жуковский напечатал тогда в виде маленькой брошюры, с соблюдением правописания. В предисловии Жуковский остроумно придал сказочке шуточную важность. Писал стихи, которые помещал в «Современнике» (1843) и в «Отечественных записках» (1839). Отдельно была напечатана его повесть в стихах «Борис Ульин» (СПб., 1839).

По воспоминаниям А. В. Мещерского, Александр Карамзин унаследовал «отличительные душевные свойства незабвенного отца своего» и «несмотря на свои дарования, он невольно и без труда достиг лишь того, что был корифеем петербургских гостиных»:
Наружность его была очень симпатичная. Выше среднего роста, атлетического сложения, белокурый, с сильным юношеским румянцем на щеках, с большими, как небо, синими глазами, выражающими вполне отличительные черты его характера, откровенного до крайних пределов, ясного, незлобивого, но с постоянной усмешкой на устах... Доброта его сердца преобладала над всеми его качествами, за что, он многим поплатился на своем веку.

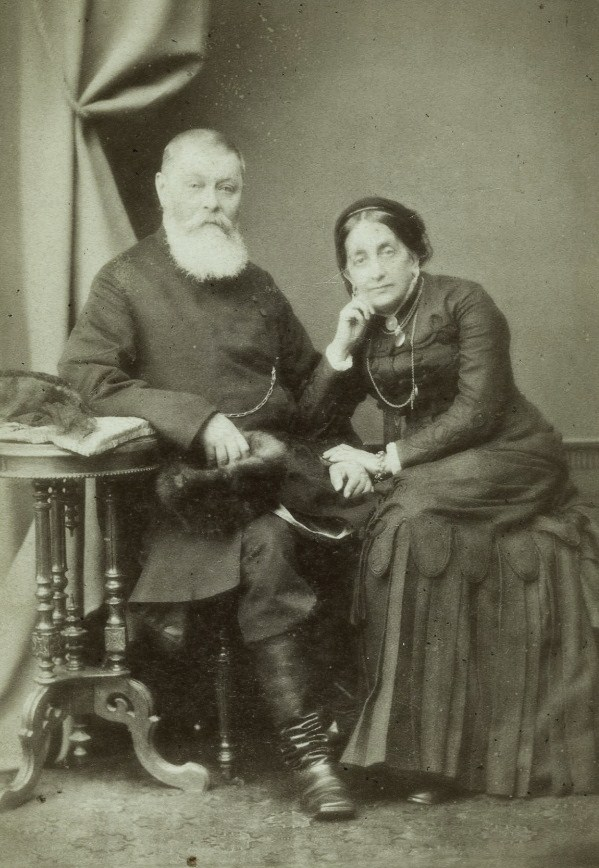
Супруги Карамзины

Выйдя в отставку в 1839 году, Карамзин уехал в свое нижегородское имение Рогожку, где занимался сельским хозяйством и служил предводителем дворянства Ардатовского уезда. Ещё до отмены крепостного права он освободил своих крестьян, в имении построил школы и больницу. Эта больница, называвшаяся «Карамзинской», славилась на многие десятки верст в округе, как своим благоустройством, так и своими врачами. На свои средства содержал приют для девочек-сирот и богадельню для одиноких стариков и старух. В 1853 году добровольцем принимал участие в Крымской кампании, а жена его служила сестрой милосердия. 
По воспоминаниям современников, Карамзин был выше среднего роста, плотный, дородный блондин с окладистой русой бородкой, мало седеющий, голубыми глазами и прямым тонким носом. Лицо его носило отпечаток особой одухотворенности, по характеру он был горяч и часто несдержанным. Отличался исключительной начитанностью и считал себя, не без оснований, народником-славянофилом. В старости ходил в русской белой рубашке, высоких сапогах, с седыми волосами и длиной бородой с проседью. «Он был всегда ласковый, веселый, много шутил и говорил. Мы его сразу полюбили, а жену его не очень. Она внушала какой-то страх и неуверенность». Скончался скоропостижно от кровоизлияния и был похоронен в фамильном склепе в больнице, заложенной им в Рогожке. Потомства не оставил.

## Жена
Жена (с 12 июня 1850 года) — княжна Наталья Васильевна Оболенская (1827—1892), фрейлина двора, дочь генерал-майора В. П. Оболенского. На полученное приданое Карамзин построил чугуноплавильный завод. Новый завод и рабочий поселок он назвал в честь жены — Ташин. По отзыву современников, она «была хороша собой и очень «амурна», настоящая красавица грузинского типа, небольшого росту, шатенка, с остренькими чертами лица, большими, широко распахнутыми выразительными глазами. Разговаривала, правда, «в нос», вставляя в свою речь французские слова и фразы и маленькими пальчиками потирая нос сверху вниз. Любила этикет, была строга, набожна и аккуратно посещала церковь. Она успокоительно действовала на мужа, которого нежно любила, и звала его «Са», он звал её «Та» или «Натой». Вообще это была преданная и верная любовь, обращенная друг на друга до самого дня его смерти». Занималась благотворительность и состояла попечительницей Ардатовской школы. Не имея своих детей, супруги заботилась о двух племянницах, Марии и Ольге, незаконных дочерях А. Н. Карамзина от его связи с графиней Е. П. Ростопчиной. Они не имели ни фамилии, ни отечества и Карамзины лично выпросили у царя им отчество «Андреевны» и фамилию «Андреевские». Похоронена рядом с мужем.